# Liste der Monuments historiques in Dugny
Die Liste der Monuments historiques in Dugny führt die Monuments historiques in der französischen Gemeinde Dugny auf.

## Liste der Bauwerke
| Bezeichnung      | Beschreibung | Standort                    | Kennzeichnung | Schutzstatus | Datum | Bild           |
| ---------------- | ------------ | --------------------------- | ------------- | ------------ | ----- | -------------- |
| Flughafengebäude |              | Avenue du 8-Mai-1945 (Lage) | PA00133016    | Inscrit      | 1994  | weitere Bilder |

## Liste der Objekte
- Monuments historiques (Objekte) in Dugny in der Base Palissy des französischen Kultusministeriums